# Сумлінність
Сумлінність — властивість за значенням сумлінний. Це якість риси особистості, яка полягає в тому, щоб бути ретельним або старанним. Виражає ступінь свідомого контролю з боку суб'єкта над своєю поведінкою і діяльністю, самовладанням, наполегливістю, організованістю, дисциплінованістю, відповідальністю, а також ретельністю, точністю у роботі, спрямованістю на завдання; описує ступінь самовладання (самоконтролю), точності та цілеспрямованості, що притаманні людині.

## Моделі особистості, вимірювання, клінічні зв'язки
Сумлінність вважається основоположною рисою та незалежним фактором у багатьох моделях особистості, включно з моделлю «Великої п'ятірки». Сумлінність є однією з п'яти рис як «Великої п'ятірки» (також званої моделлю п'яти факторів або П'ятифакторною моделлю), так і моделі особистості HEXACO, і є аспектом того, що традиційно називають характером. Сумлінність є рисою особистості, яку пов'язують із самодисципліною, акуратністю та амбіціями. Сумлінність відображає певну кількість цілей, на які людина звертає свою увагу. Це схильність бути організованим, відповідальним та працьовитим. Сумлінність проявляється в таких характерних рисах поведінки, як акуратність, систематичність, обережність, ретельність і обдуманість (схильність до ретельного обмірковування, перш ніж діяти). Сумлінні люди, як правило, працьовиті та надійні. Хоча ця риса пов'язана з характеристиками, які зазвичай сприймаються як позитивні, люди, які мають дуже високі оцінки за цією шкалою, в крайньому варіанті вони також можуть бути «трудоголіками», перфекціоністами та компульсивними у своїй поведінці. Прямий кореляційний зв'язок означає, що чим більш сумлінно людина виконує діяльність, тим більш успішною стає. Високі бали за шкалою сумлінності свідчать про розсудливість та відповідальне ставлення до діяльності, а низькі — про недостатню мотивацію та слабке розуміння життєвих цілей. Люди з низькими показниками за шкалою сумлінності, як правило, розслаблені, менш цілеспрямовані та менш націлені на успіх (менш керовані успіхом); дуже низькі показники також вказують на більшу ймовірність участі в антисоціальній та злочинній поведінці.
«Велика п'ятірка» факторів може по-різному називатися в дослідженнях, але загальний зміст моделі є досить стабільним. Йдеться про наступні параметри особистості: негативна емоційність (або нейротизм), екстраверсія, відкритість досвіду, готовність до співпраці, сумлінність. Це універсальні та найбільш загальні характеристики, які дозволяють зберігати найбільш повну інформацію про особливості людини. Параметр сумлінності виражає міру цілеспрямованості та свідомого контролю суб'єктом своєї поведінки і діяльності.
У структурі особистісного опитувальника NEO Pi-R, розробленого Коста і Маккре, який заснований на моделі «Великої п'ятірки», сумлінність має шість аспектів: компетентність, порядок, обов'язковість, прагнення до досягнення, самодисципліна та обдуманість. NEO PI-R Коста і Маккре та NEO-IPIP Голдберга — два з багатьох особистісних тестів, які оцінюють ці риси.
Сумлінність також з'являється в інших моделях особистості, наприклад, в опитувальнику опису темпераменту і характеру Клонінгера, де вона пов'язана як з цілеспрямованістю, так і з наполегливістю.
Інші риси особистості ((низька) екстраверсія, (висока) доброзичливість, (низька) відкритість і (низький) нейротизм) пов'язані з високою сумлінністю, а також контролем імпульсів. Низька сумлінність пов'язана з нездатністю мотивувати себе на виконання завдань, які хочеться виконати. Риси сумлінності включені в фактори «правило-свідомість» і «перфекціонізм» у тесті 16-факторного особистісного опитувальника Р.Кеттела. Сумлінність негативно асоціюється з імпульсивним пошуком відчуттів у моделі п'яти альтернативних факторів особистості Цукермана.
Відповідно до теорії психіатра та невролога Рафаеля Бонеллі, сумлінність — це функціональне прагнення до досконалості, тоді як перфекціонізм — це дисфункціональне прагнення досконалості. Психодинамічна різниця між сумлінністю та перфекціонізмом полягає в тому, що перша внутрішньо мотивована як здорове прагнення, а друга — зовнішньо. Чим більше страху, тим вищий фактор нейротизму і тим більше зовнішня мотивація.
Риси особистості — це якості, які роблять людину своєрідною та описують стійкі моделі поведінки. У психології теорія рис — це підхід до вивчення людської особистості. Риси, пов'язані з сумлінністю, часто оцінюються за допомогою тестів на доброчесність, які різні корпорації пропонують потенційним працівникам.
Серед п'яти головних особистісних факторів самооцінка сумлінності є найкращим прогностичним показником управлінської оцінки успішності роботи. Сумлінні люди краще оцінюються їх тренерами в психологічних дослідженнях, мають об'єктивно кращий результат на роботі, демонструють кращу поведінку в команді, показують більш високу продуктивність і кращі лідерські якості. Вони більш мотивовані, коли ставлять цілі, дивляться на майбутнє більш розсудливо та діють більш обдумано та ефективно.
З дорослішанням сумлінність зростає. Для дітей з високим інтелектом у дослідженні Термана (Льюїс Медісон Терман, американський психолог) низька сумлінність була фактором ризику ранньої смерті.
Сумлінність і екстраверсія є ключовими рисами особистості, які впливають на продуктивність групи.

### Деталізація джерел
1. ↑  Сумлінність // Словник української мови : в 11 т. — Київ : Наукова думка, 1970—1980.
2. ↑  Максименко Н.Л. Соціально-комунікативний потенціал ІТ-фахівця: індивідуально-психологічні і демографічні предиктори // Збірник наукових праць «Теорія і практика сучасної психології» — наукове фахове видання, засноване Класичним приватним університетом у 2010 році. ISSN 2663-6026 (Print), 2663-6034 (Online) (стор.: 72) Доступ[недоступне посилання]
3. 1 2 3  Raphael M. Bonelli: Perfektionismus: Wenn das Soll zum Muss wird. Pattloch-Verlag, München 2014, ISBN 978-3-629-13056-3, S. 62 ff.
4. 1 2  Ольга Верхогляд. Зв'язок між особистістю та рівнем зарплати | 10 липня 2019 | Київська школа економіки
5. ↑  Крістіан Джаррет. Як в'язниця змінює особистість людини. | 11 травня 2018 | BBC Future
6. ↑  Яцура В.В., Жук О.П. Менеджмент: Навчальний посібник. — Львів: Видавничий центр ЛНУ імені Івана Франка, 2008. — 444с. ISBN 978-966-613-556-1 (стор.: 228)
7. ↑  Thompson, E.R. (October 2008). "Development and Validation of an International English Big-Five Mini-Markers". Personality and Individual Differences. 45 (6): 542–548. doi:10.1016/j.paid.2008.06.013
8. 1 2 3 4  Столяренко О.Б. Психологія особистості. Навч. посіб. — К.: Центр учбової літератури, 2012. — 280 с. ISBN 978-611-01-0322-0 (стор.: 162-166)
9. 1 2  Carter, Nathan L.; Guan, Li; Maples, Jessica L.; Williamson, Rachel L.; Miller, Joshua D. (2015). "The downsides of extreme conscientiousness for psychological wellbeing: The role of obsessive compulsive tendencies". Journal of Personality. 84 (4): 510–522. doi:10.1111/jopy.12177. PMID 25858019
10. 1 2  1.2. Професійна відповідальність: сутність та структура | Науковий портал | Уманський державний педагогічний університет імені Павла Тичини
11. ↑  Ozer, D. J.; Benet-Martínez, V. (2006). "Personality and the prediction of consequential outcomes". Annual Review of Psychology. 57: 401–421. doi:10.1146/annurev.psych.57.102904.190127. PMID 16318601
12. ↑  Costa, P.T. et McCrae, R.R, Revised NEO Personality Inventory (NEO-PI-R) and NEO Five-Factor Inventory (NEO-FFI) manual, Odessa, FL: Psychological Assessment Resources, 1992
13. ↑  International Personality Item Pool. ipip.ori.org.
14. ↑  De Fruyt, F.; Van De Wiele, L.; Van Heeringen, C. (2000). "Cloninger's Psychobiological Model of Temperament and Character and the Five-Factor Model of Personality". Personality and Individual Differences. 29 (3): 441–452. doi:10.1016/S0191-8869(99)00204-4
15. ↑  Costa, P.T.; McCrae, R.R. (1992). NEO personality Inventory professional manual. Odessa, Fla.: Psychological Assessment Resources.
16. 1 2 3  Jens B. Asendorpf, Franz J. Neyer: Psychologie der Persönlichkeit. Springer; Auflage: 5., vollst. überarb. Aufl. 2012 (27. November 2012). ISBN 978-3-642-30263-3. (стор.: 170, 317, 330)